# Casa de Vitorino Nemésio (Praia da Vitória)
A Casa Vitorino Nemésio localiza-se na freguesia de Santa Cruz, concelho da Praia da Vitória, na ilha Terceira, nos Açores.
A casa de Vitorino Nemésio é um edifício histórico do século XVII, situado na rua de São Paulo (Antiga rua da Cadeia), onde o escritor nasceu em 19 de Dezembro de 1901.
Durante o século XIX o imóvel sofreu diversas intervenções de manutenção e restauro que, no entanto, não lhe alteraram o aspecto exterior. Apresenta molduras de cantaria e alvenarias rebocadas e caiadas.
Na casa, requalificada, instalou-se a partir de 2007 um espaço museológico interpretativo e de estudo da vida e obra do autor. Nele pode ser observada apresentação multimédia, além de fotografias e objectos ligados à vida e à obra do autor, assim como uma cozinha tradicional dos Açores, testemunhos de uma época e de uma arte. No quintal, requalificado como um pequeno espaço para apresentações e recitais, observam-se ainda antigos equipamentos e trabalhos em cantaria.

## Galeria

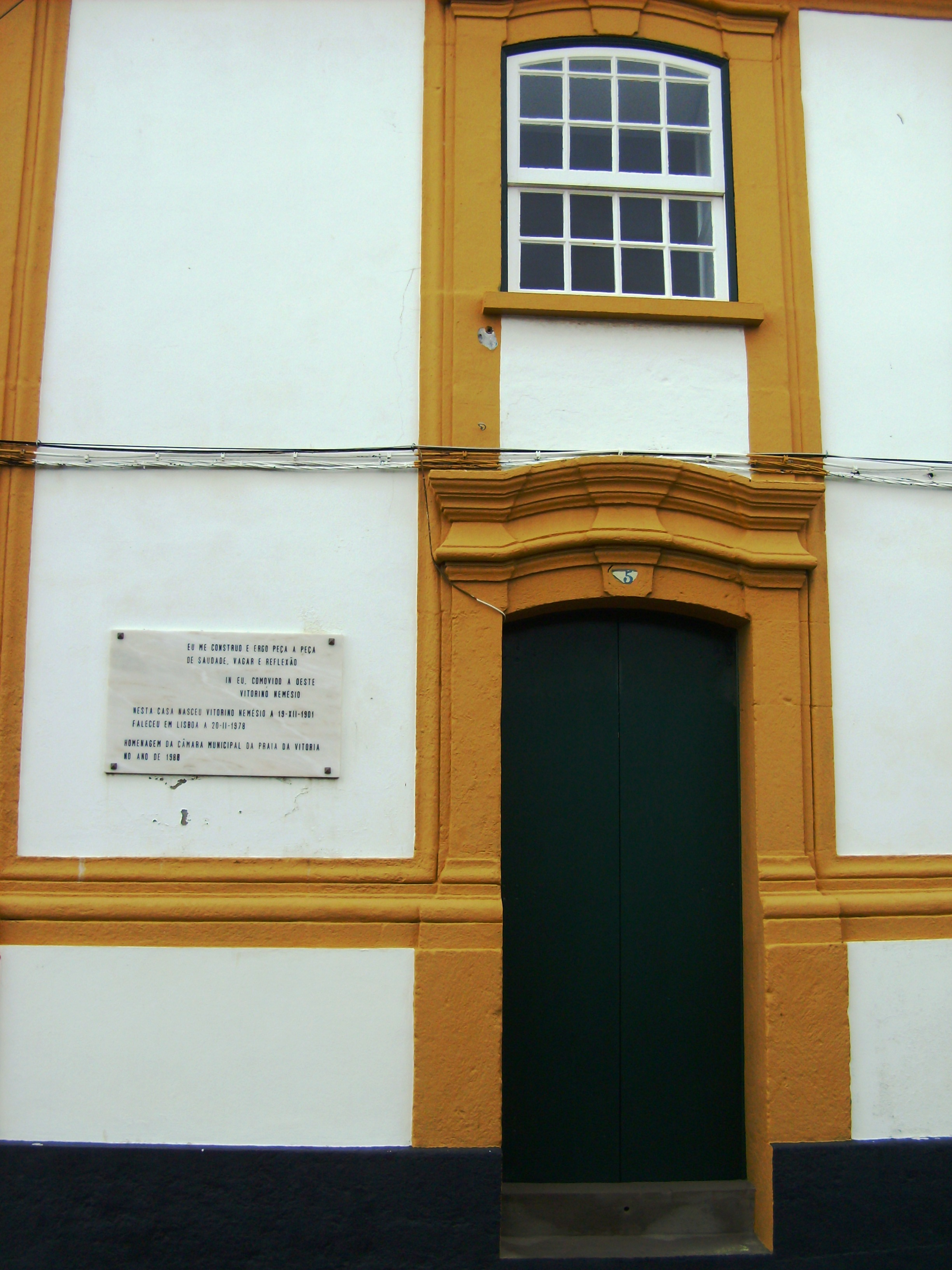
Detalhe da porta e placa
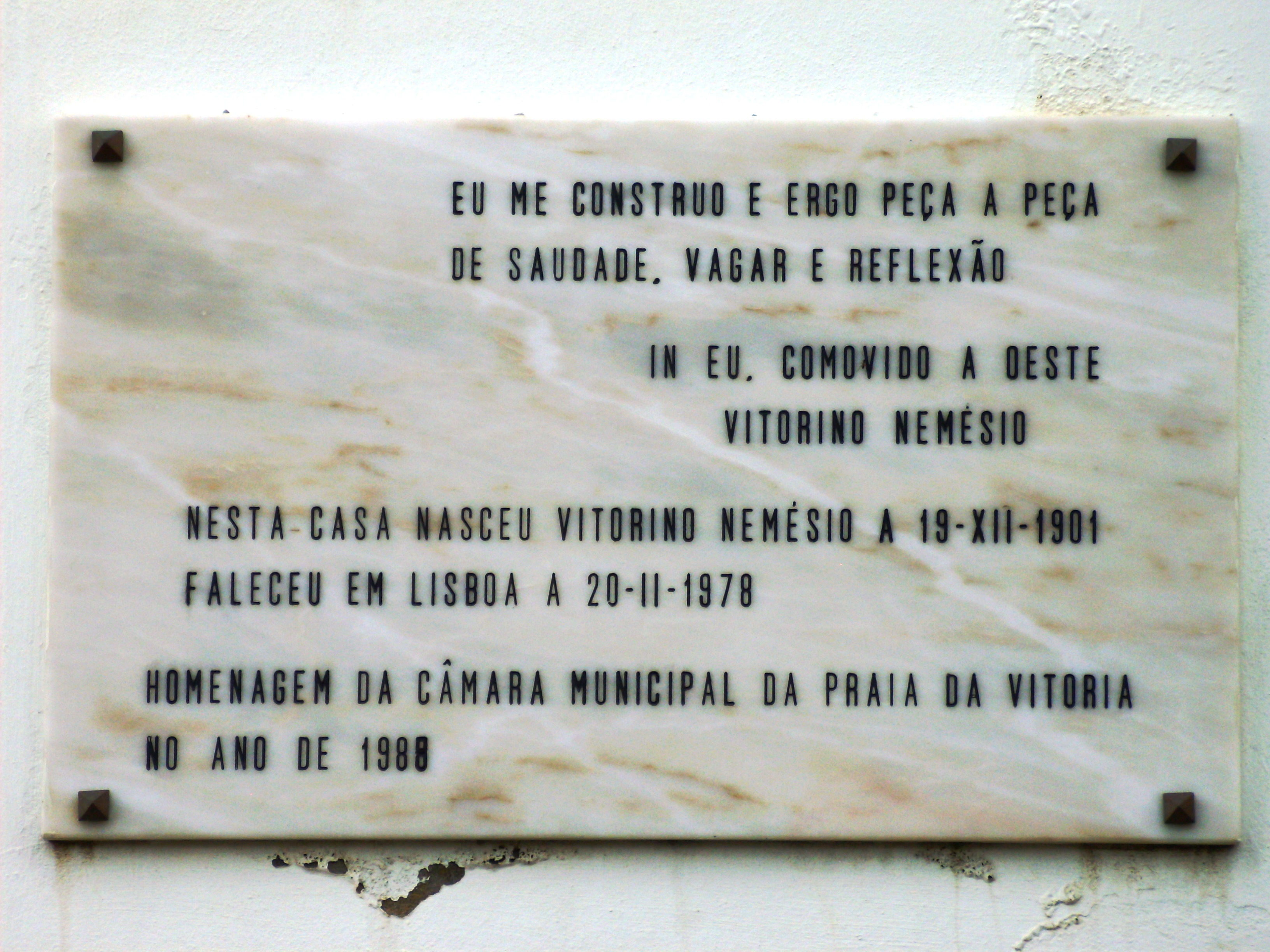
Placa
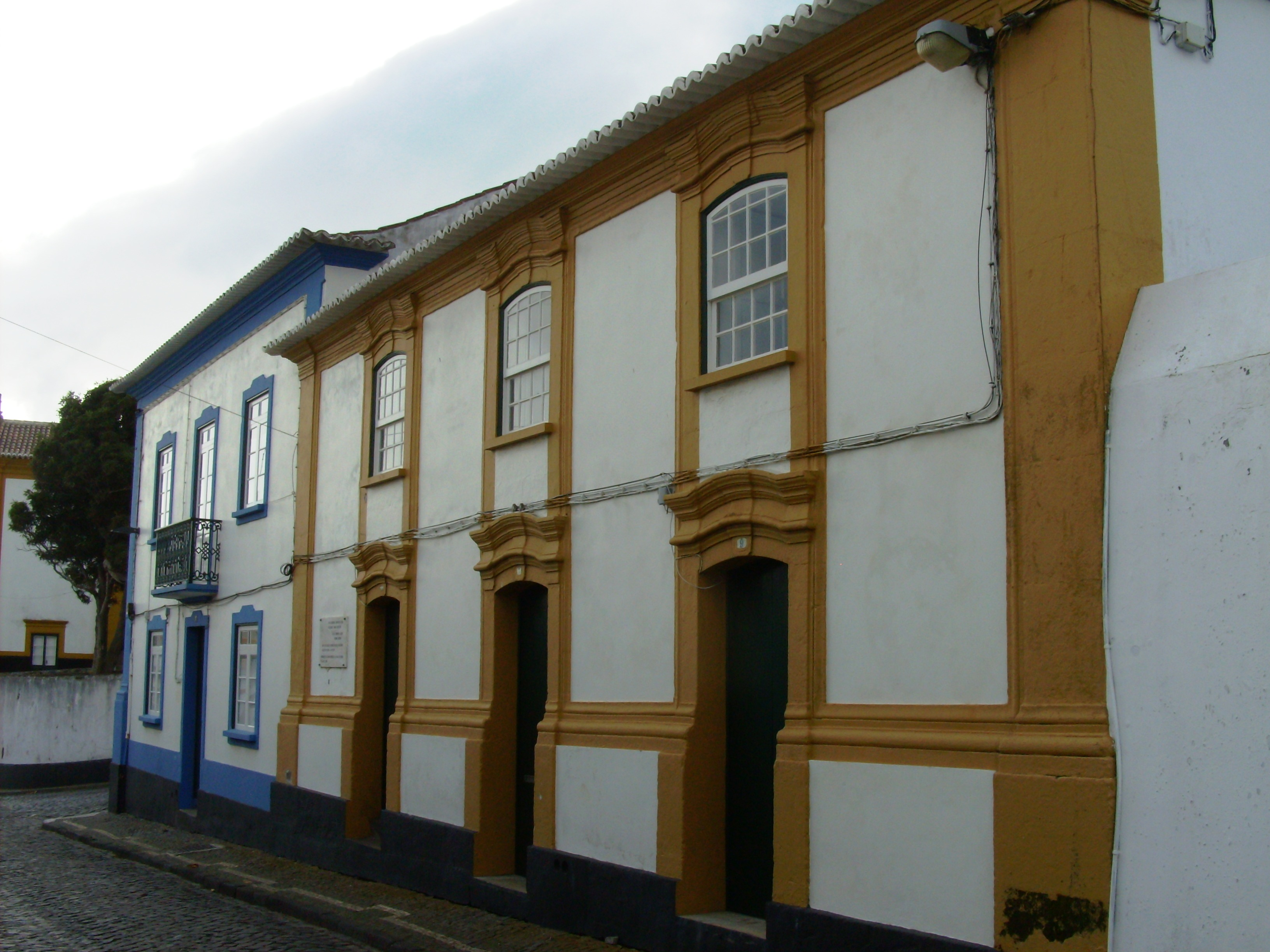

## Contactos
- Telefone:295 540 106
- Telefone do Gabinete da Cultura:295 545 601